# Totchtawan Sripan
Totchtawan Sripan (Saraburi, 13 dicembre 1971) è un allenatore di calcio ed ex calciatore thailandese, di ruolo centrocampista.

## Carriera

### Giocatore

#### Club
Ha giocato nella massima serie thailandese dal 1989 al 2009, ad eccezione del biennio dal 2004 al 2006 nel quale ha giocato nella massima serie vietnamita con la maglia dell'Hoàng Anh Gia Lai, con cui ha anche vinto un campionato ed una Supercoppa del Vietnam.

#### Nazionale
Ha giocato 145 partite con la nazionale thailandese, con la cui maglia ha anche messo a segno 23 reti ed ha partecipato a due edizioni della Coppa d'Asia, nel 2000 e nel 2007.

### Allenatore
Dal 2009 allena nella prima divisione thailandese, fatto salvo per una parentesi di due anni in cui è stato vice allenatore della nazionale thailandese.

## Palmarès

### Giocatore

#### Club

##### Competizioni nazionali
- V League: 1

2004
- Supercoppa del Vietnam: 1

2004

#### Nazionale
- Giochi del Sud-est asiatico: 1993, 1995, 1997, 1999
- AFF Cup: 1996, 2000, 2002
- King's Cup (calcio): 1994, 2000, 2006